# Ariel (asentamiento israelí)
Ariel (en hebreo: אֲרִיאֵל; en árabe: اريئيل‎) es un asentamiento y ciudad israelí en la Gobernación de Salfit, en Cisjordania (Palestina). Según el sistema administrativo israelí en los territorios palestinos ocupados, se encuentra en el Área de Judea y Samaria. Históricamente, esta región se ubica en la antigua región bíblica de Samaria, en la Siria-Palestina romana y en el País de Sham árabe. Fundado en 1978, contaba con 16.600 habitantes en 2007, lo que lo convierte en el quinto asentamiento israelí más grande de Cisjordania. El Ministerio del Interior de Israel otorgó al municipio de Ariel el estatus de «ciudad» en 1998. 
La comunidad internacional considera que los asentamientos israelíes en Cisjordania son ilegales según la Cuarta Convención de Ginebra, de la que Israel es miembro y cuyo artículo 49 especifica que "la Potencia ocupante no podrá efectuar la evacuación o el traslado de una parte de la propia población civil al territorio por ella ocupado". El gobierno israelí no está de acuerdo con esta posición.
Ariel abarca 14.677 dunams (14.677 km²) y se encuentra junto a las localidades palestinas de Salfit, Marda e Iskaka. Según B'Tselem, en el término municipal de Ariel hay varios enclaves de tierras palestinas de propiedad privada, a cuyos propietarios no se les permite el acceso.
La ciudad de Ariel está situada a 14 kilómetros de Nablus, 22 kilómetros de Ramala, 40 kilómetros de Tel Aviv, 40 kilómetros al oeste del río Jordán y 60 kilómetros al norte de Jerusalén. La localidad está conectada con el área metropolitana de Gush Dan (Gran Tel Aviv) por la autovía Trans-Samaria y a Jerusalén por la Ruta 60.
En hebreo, Ariel significa León de Dios, nombre que se utiliza como símbolo de valor y es el emblema de la tribu de Judá. En la Biblia, Ariel es uno de los nombres de Jerusalén y se identifica con el Templo de Jerusalén (Isaías 29:1-8).

## Historia
Ariel se fundó en 1978 en tierras confiscadas para necesidades militares y en tierras declaradas estatales, incluidas tierras de cultivo de aldeas palestinas del distrito y en terrenos rocosos que los aldeanos utilizaban para el pastoreo de sus rebaños. El líder de un grupo de colonos seculares israelíes, Ron Nachman, eligió el sitio por su localización estratégica en la eventualidad de una invasión jordana. En agosto de 1978, ya estaban asentadas 40 familias y el 1 de septiembre se abrió la primera escuela. El agua fue llegando por tanques y se pudo proveer un generador eléctrico. La localidad fue creciendo al recibir, entre otros, a judíos tradicionales y ortodoxos. Hoy cuenta con catorce sinagogas.

## Educación
Ariel es sede de la Universidad de Ariel, fundada en 1982. En 2005, el gobierno israelí elevó el entonces colegio a categoría de universidad, pero la transición no fue inmediata; en agosto de 2007, al ser confirmada su nueva categoría, cambió su nombre anterior (Academic College of Judea and Samaria) por el actual. Actualmente tiene matriculados 9500 estudiantes, entre estudiantes judíos y árabes.
El centro universitario ofrece estudios de grado en una amplia variedad de temas: Ingeniería Civil, Ingeniería en Electricidad y Electrónica, Ingeniería Química y Biotecnología, Ingeniería Industrial y Administrativa, Ingeniería Mecánica, Física Aplicada, Biología Molecular, Química Biológica, Matemáticas, Ciencias de la Computación, Arquitectura, Fisioterapia, Gestión de Salud, Nutrición, Medicina, Trabajo Social, Ciencias Económicas y Gestión de Negocios, Comunicaciones, Estudios de Israel y Medio Oriente, Humanidades y otros.

## Demografía
| 'Ariel'. Gráfica de población. 1983-2008 |
|                                          |
| División menor: 1250 habitantes.         |

## Contaminación
Las aguas residuales sin tratar de Ariel se desbordan periódicamente y contaminan el valle de al-Matwa y el río Shilo que fluye hacia Salfit, Brukin y Kafr ad-Dik. La estación central de bombeo de agua de Salfit ha sido contaminada varias veces por los desbordamientos y su ayuntamiento construyó muros de cuatro metros de altura a lo largo del canal de la estación de bombeo para protegerla.